# Municipio de Jackson (condado de Tioga)
El municipio de Jackson (en inglés: Jackson Township) es un municipio ubicado en el condado de Tioga en el estado estadounidense de Pensilvania. En el año 2000 tenía una población de 2.054 habitantes y una densidad poblacional de 19 personas por km².

## Geografía
El municipio de Jackson se encuentra ubicado en las coordenadas 41°57′38″N 76°58′15″O / 41.96056, -76.97083.

## Demografía
Según la Oficina del Censo en 2000 los ingresos medios por hogar en la localidad eran de $33,643 y los ingresos medios por familia eran $38,813. Los hombres tenían unos ingresos medios de $30,882 frente a los $21,210 para las mujeres. La renta per cápita para la localidad era de $15,201. Alrededor del 11,1% de la población estaban por debajo del umbral de pobreza.